# Orzowei (singolo)
Orzowei è un singolo del gruppo musicale italiano Oliver Onions, pubblicato nel 1976 e successivamente incluso nell'album del 2009 Orzowei, il figlio della savana.

## Descrizione
Orzowei, scritta da Susan Duncan Smith e Cesare De Natale, su musica di Guido e Maurizio De Angelis, era la sigla della fortunata serie televisiva di produzione italo-tedesca Orzowei, il figlio della savana, andata in onda sulla Rete 1 a partire dal 1977.. Il brano vedeva la partecipazione ai cori dei Fratelli Balestra..
L'edizione del 1976 riporta come lato B il brano Tema di Lara, scritto dagli stessi autori, canzone senza alcuna attinenza alla serie, viene riportata erroneamente come Tema di Laura sul tondino e sulla copertina.. Il disco venne ristampato l'anno successivo, conseguentemente alla messa in onda della serie televisiva, con sul lato b il brano Le notti di Orzowei, versione strumentale lenta della titletrack.
Il singolo ebbe un ottimo successo, raggiungendo la nona posizione dei singoli più venduti..
La colonna sonora completa della miniserie televisiva è stata pubblicata solamente nel 2009, dalla Digitmovies in formato CD e contiene un totale di otto tracce tratte dal telefilm, unitamente ad altre undici tracce tratte dalla colonna sonora dello sceneggiato Il marsigliese.
Nel mese di novembre del 2021 viene pubblicato l'album Future Memorabilia degli Oliver Onions, in cui il brano è eseguito in duetto con Tommaso Paradiso.
Claudio Baglioni ha inciso una rielaborazione del brano in collaborazione con Natalia Estrada nel suo disco di cover Anime in gioco, uscito nel 1997. 

## Tracce
7" (1976)
1. Orzowei – 3:43 (Susan Duncan Smith, Cesare De Natale, Guido De Angelis, Maurizio De Angelis)
2. Tema di Lara – 3:15 (Susan Duncan Smith, Cesare De Natale, Guido De Angelis, Maurizio De Angelis)

Durata totale: 6:58
7" (1977)
1. Orzowei – 3:43 (Susan Duncan Smith, Cesare De Natale, Guido De Angelis, Maurizio De Angelis)
2. Le notti di Orzowei – 3:07 (Guido De Angelis, Maurizio De Angelis)

Durata totale: 6:50

## Crediti
- Fratelli Balestra - cori